# Sister Act
Sister Act is een Amerikaanse komische film uit 1992 met Whoopi Goldberg.
De film is geregisseerd door Emile Ardolino (bekend van Dirty Dancing). Andere bekende acteurs die in deze film spelen zijn: Harvey Keitel, Mary Wickes en Maggie Smith.
In 1993 is er nog een vervolg gemaakt: Sister Act 2: Back in the Habit (het Engelse woord habit betekent zowel gewoonte, als habijt).

## Verhaal
Deloris Van Cartier (Whoopi Goldberg), een nachtclubzangeres in een club in Reno, is getuige van een moord van een werknemer door haar vriend Vince Larocco die een gangsterleider blijkt te zijn. Ze stapt met haar verhaal naar de politie. Omdat Vince haar nu zeker uit de weg zal willen ruimen, besluit de politie Deloris voor haar eigen veiligheid tot de hoorzitting onder te laten duiken in een klooster.
Deloris wordt in het klooster opgenomen als een non genaamd Zuster Mary Clarence. Alleen de hoofdzuster weet dat ze geen echte non is. Ze voelt zich niet echt thuis in het rustige en saaie klooster, maar ze maakt al snel vrienden. Nadat ze met twee andere zusters wegsluipt om naar een bar te gaan wordt ze door de hoofdzuster als straf in het koor gezet. Omdat ze niet anders kan, besluit ze de boel in het klooster maar eens op te fleuren en haar zangtalent te gebruiken om de nonnen (die bijzonder vals zingen) te leren zingen en daarmee meteen de kerk bij het klooster weer wat uitnodigender te maken voor het publiek.
De volgende mis wordt iedereen verrast door een swingend groepje zusters. Dankzij haar goede werk komt Deloris zelfs op de tv. Ondertussen weet een corrupte politieagent te achterhalen dat er een grote donatie vanuit de politie aan het klooster is gedaan, waardoor de gangsters weten dat ze in het klooster zit en Deloris' oude gangstervriend een bezoekje komt brengen. Deloris wordt ontvoerd. De hoofdzuster vertelt de andere nonnen over Deloris' ware identiteit, en alle nonnen gaan haar achterna en proberen haar te redden. Ondertussen beveelt Vince zijn handlangers om Deloris dood te schieten, maar omdat ze denken dat ze nu een echte non is durven ze dit niet en kan Deloris ontsnappen. Met de hulp van de nonnen kunnen de slechteriken uiteindelijk worden gearresteerd.

## Rolverdeling
| Acteur                              | Personage                                                |
| ----------------------------------- | -------------------------------------------------------- |
| Whoopi Goldberg / Isis Carmen Jones | Deloris Van Cartier/Zuster Mary Clarence / jonge Deloris |
| Maggie Smith                        | Moeder-overste                                           |
| Kathy Najimy                        | Zuster Mary Patrick                                      |
| Wendy Makkena / Andrea Robinson     | Zuster Mary Robert / Zangstem Zuster Mary Robert         |
| Mary Wickes                         | Zuster Mary Lazarus                                      |
| Harvey Keitel                       | Vince LaRocca                                            |
| Bill Nunn                           | Insp. Eddie Souther                                      |
| Joseph Maher                        | Bisschop O'Hara                                          |
| Robert Miranda                      | Joey                                                     |
| Richard Portnow                     | Will                                                     |
| Rose Parenti                        | Zuster Alma                                              |
| Jim Beaver                          | Clarkson                                                 |
| Jenifer Lewis                       | Michelle                                                 |
| Charlotte Crossley                  | Tina                                                     |
| A.J. Johnson                        | Lewanda                                                  |
| Lois de Banzie                      | Immaculata                                               |
| Max Grodénchik                      | Ernie                                                    |
| Joseph G. Medalis                   | Henry Parker                                             |
| Michael Durrell                     | Larry Merrick                                            |
| Toni Kalem                          | Connie LaRocca                                           |
| Eugene Greytak                      | Paus Johannes Paulus II                                  |
| Ellen Albertini Dow                 | Koorzuster                                               |
| Carmen Zapata                       | Koorzuster                                               |
| Pat Crawford Brown                  | Koorzuster                                               |

## Achtergrond

### Productie
De kerk waarin Whoopi Goldbergs personage onderduikt, is de St. Paul's Catholic Church, gelegen in Noe Valley, een buurt in San Francisco. Voor de opnames werden de winkels voor de kerk omgebouwd om er meer uit te zien als een getto.
De nonnenorde die in de film te zien is, is mogelijk gebaseerd op de Zusters van St. Joseph van de Derde Orde van de Heilige Francis.

### Filmmuziek
1. "The Lounge Medley" ("(Love Is Like A) Heat Wave"/"My Guy"/"I will follow him") – Deloris & The Ronelles
2. "The Murder" (instrumentaal)
3. "Getting Into the Habit" (instrumentaal)
4. "Rescue Me" – Fontella Bass
5. "Hail Holy Queen" – Deloris & The Sisters
6. "Roll With Me Henry" – Etta James
7. "Gravy" – Dee Dee Sharp
8. "My Guy (My God)" – Deloris & The Sisters
9. "Just a Touch Of Love (Everyday)" – C+C Music Factory
10. "Deloris Is Kidnapped" (instrumentaal)
11. "Nuns to the Rescue" (instrumentaal)
12. "Finale: I Will Follow Him ('Chariot')" – Deloris & The Sisters
13. "Shout" – Delores & The Sisters & The Ronelles
14. "If My Sister's in Trouble" – Lady Soul

### Ontvangst
De film bracht in totaal $192.000.000 op.

## Prijzen en nominaties
| jaar | prijs                 | categorie                                                   | genomineerde(n)                                           | uitslag     |
| ---- | --------------------- | ----------------------------------------------------------- | --------------------------------------------------------- | ----------- |
| 1992 | Artios                | Beste cast voor een film, comedy                            | Judy Taylor, Lynda Gordon, Geoffrey Johnson, Vincent Liff | genomineerd |
| 1993 | ASCAP Award           | Top Box Office Films                                        | Marc Shaiman                                              | gewonnen    |
| 1993 | American Comedy Award | Grappigste actrice in een film                              | Whoopi Goldberg                                           | gewonnen    |
| 1993 | American Comedy Award | Grappigste vrouwelijke bijrol in een film                   | Kathy Najimy                                              | gewonnen    |
| 1993 | Golden Globe          | Beste film – comedy/musical                                 | –                                                         | genomineerd |
| 1993 | Golden Globe          | Beste optreden van een actrice in een film – musical/comedy | Whoopi Goldberg                                           | genomineerd |
| 1993 | Golden Screen         | –                                                           | –                                                         | gewonnen    |
| 1993 | MTV Movie Award       | Best Breakthrough Performance                               | Kathy Najimy                                              | genomineerd |
| 1993 | MTV Movie Award       | Best Comedic Performance                                    | Whoopi Goldberg                                           | genomineerd |
| 1993 | MTV Movie Award       | Best Female Performance                                     | Whoopi Goldberg                                           | genomineerd |
| 1993 | People's Choice Award | Favorite Comedy Motion Picture                              | –                                                         | gewonnen    |
| 1994 | Image Award           | Outstanding Lead Actress in a Motion Picture                | Whoopi Goldberg                                           | gewonnen    |
| 1994 | Image Award           | Outstanding Motion Picture                                  | -                                                         | gewonnen    |